# Tómas Guðmundsson
Tómas Guðmundsson (Grímsnes, 6 gennaio 1901 – Reykjavík, 1983) è stato un poeta e saggista islandese.
Tematiche ricorrenti nelle sue opere erano i sentimenti. In gioventù compose liriche quali Við sundin blá (1925), Fagra veröld (1933) e Das noregs (1942), un componimento che condanna il nazismo. Altre opere sono Stjörnur vorsins (1940) e Fljótið helga (1950). Tomas Gudmundsson influenzò lo stile lirico contemporaneo islandese, attraverso spiccati elementi nazionalistici e crepuscolari.